# تورمولینوس
تورمولینوس (به اسپانیایی: Torremolinos) یک دهستان‌ در اسپانیا است که در استان مالاگا واقع شده‌است. تورمولینوس ۲۰ کیلومتر مربع مساحت و ۶۹٬۳۸۹ نفر جمعیت دارد.